# توماس ألان غولدزبوروغ
توماس ألان غولدزبوروغ هو محامي وقاضي وسياسي أمريكي، ولد في 16 سبتمبر 1877 في غرينسبورو في الولايات المتحدة، وتوفي في 16 يونيو 1951 في واشنطن العاصمة في الولايات المتحدة. نشط حزبياً في الحزب الديمقراطي. وقد انتخب عضو مجلس النواب الأمريكي ‏.